# Naturwaldzelle Großer Steinberg
Koordinaten: 50° 55′ 50,5″ N, 7° 8′ 38,1″ O

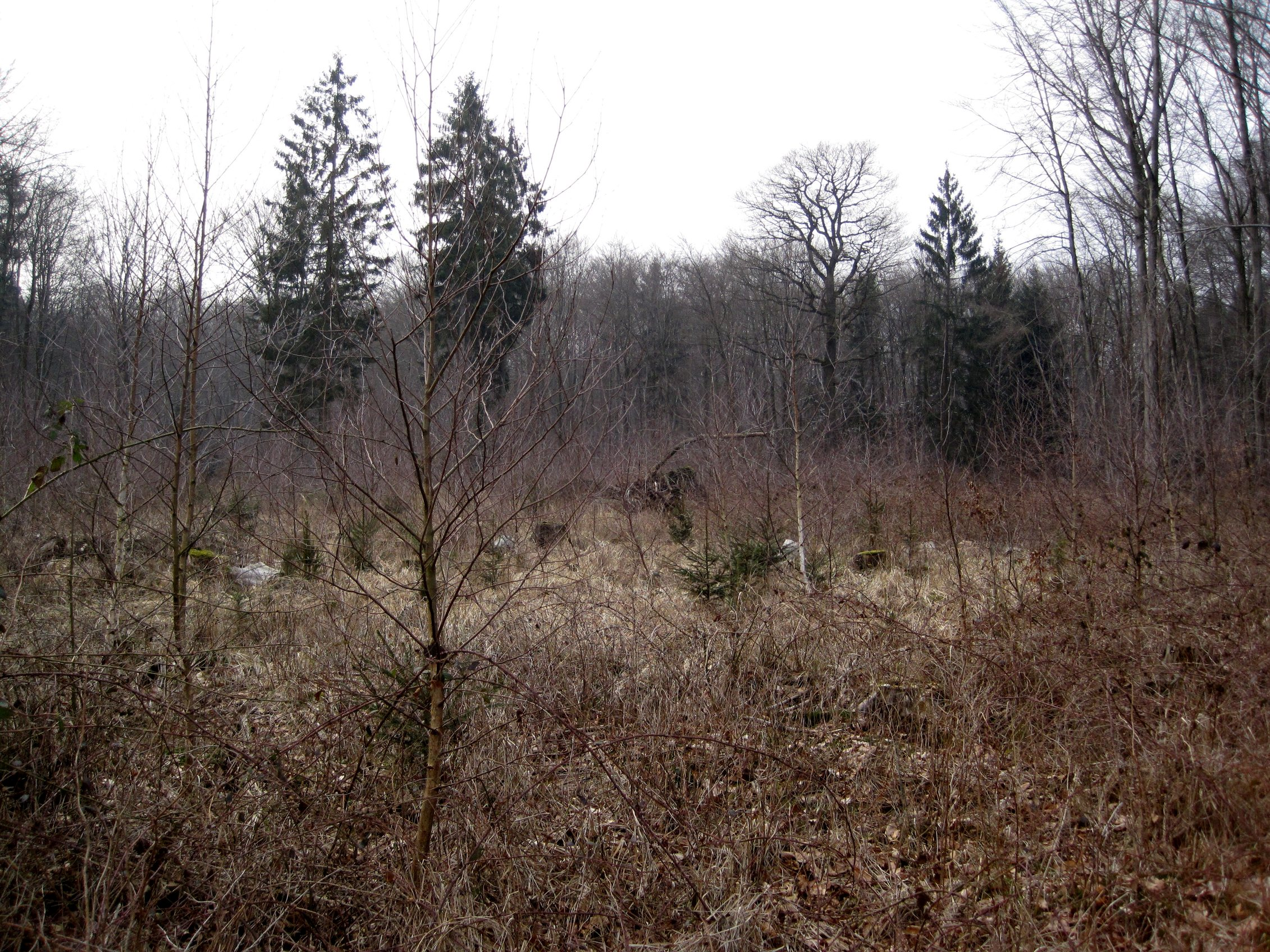
Naturwaldzelle Großer Steinberg

Die Naturwaldzelle Großer Steinberg ist eine von 75 Naturwaldzellen in Nordrhein-Westfalen.

## Lage
Die Naturwaldzelle Großer Steinberg liegt innerhalb des Königsforsts im Südosten von Köln auf dem Stadtgebiet von Bergisch Gladbach. Das Waldgebiet befindet sich in der naturräumlichen Haupteinheit Bergische Heideterrasse (550). Nördlich der Naturwaldzelle verläuft der Brück-Forsbacher Weg. Im Süden grenzt der Steinbruchsweg an das Waldareal an und im Osten der Jagersweg. Die Naturwaldzelle weist eine Größe von 45,3 Hektar auf und liegt damit über dem Durchschnitt von 22,5 Hektar in Nordrhein-Westfalen. Das Waldgebiet umfasst den Nordhang des Großen Steinberges, dessen Anhöhe sich bis auf 131,5 m ü. NHN erstreckt und südlich der Naturwaldzelle gelegen ist. Im Osten grenzt der 136,3 Meter hohe Mergelsberg an und im Westen des Areals verläuft der Kleine Steinberg mit einer Höhe von 97,6 m ü. NHN nördlich des Selbaches. Das Gelände fällt in Ost-West-Richtung ab. Das Waldgebiet liegt mit einer Höhe von 110–125 m ü. NHN in der Flachlandstufe, die klimatisch der planaren Höhenstufe entspricht. Prognosen zur Baumartenverbreitung basieren auf der Höhenstufe, die in der Forstwirtschaft ein wichtiges Merkmal für die Standortseignung darstellt.
Das Quellgebiet des Selbach befindet sich innerhalb des Waldgebietes.

## Geologie und Boden

### Geologie
An den Hängen des Waldareals haben sich infolge von Erosion geringmächtige Fließerden im Pleistozän gebildet, die auf unterdevonischen Sandstein-Schichten lagern.

### Boden
Als Bodenarten kommen in der Naturwaldzelle lehmiger Sand bis stark sandiger Lehm vor. Im Selbachtal ist der grundwasserbeeinflusste Bodentyp Niedermoor-Gley vorherrschend. In der Aue bestimmen Niedermoor-Torfe die oberen drei Dezimeter des Bodens. Daran anschließend in den staunassen Lagen kommt der Bodentyp Pseudogley vor. In den Bereichen mit geringerer Staunässe tritt Pseudogley-Braunerde und Braunerde auf. Das betrifft insbesondere die oberen Hanglagen der Naturwaldzelle.

## Ausweisung
Die Waldfläche wurde im Jahre 2004 als Naturwaldzelle ausgewiesen und der natürlichen Entwicklung überlassen. Naturwaldzellen werden in anderen Bundesländern als Naturwaldreservate bezeichnet. Sie entsprechen den nicht oder kaum genutzten Wälder gemäß den internationalen Schutzgebietskategorien von IUCN (International Union on the Conservation of Nature) und Forest Europe.
Die Funktion der Naturwaldzelle ist neben der Erforschung der natürlichen Lebensabläufe im Ökosystem Wald, die Sicherung natürlich ablaufender Prozesse. Zudem dient sie als Referenzfläche für eine ökologische Waldbewirtschaftung in Nordrhein-Westfalen.

## Flora
Der aus der forstlichen Nutzung genommene Baumbestand unterscheidet sich wenig vom umgebenden Wald. Der Königsforst stellt eine Kernfläche eines europäischen Waldbiotopverbundsystems dar.
Der Mischwald besteht aus einem ungleichaltrigen Buchenbestand (Fagus sylvatica), der mit Laub- und Nadelbäumen wie Traubeneiche (Quercus petraea), Gemeine Fichte (Picea abies), Berg-Ahorn  (Acer pseudoplatanus), Europäische Lärche (Larix decidua) und Gewöhnliche Douglasie (Pseudotsuga menziesii) durchsetzt ist. Ohne menschliche Eingriffe würde sich als potenzielle natürliche Vegetation (pnV) auf dem Standort ein Hainsimsen-Buchenwald (Luzulo-Fagetum) entwickeln. Bodensaure Buchenwälder sind meist krautarme, von Rotbuchen geprägte Laubwälder auf basenarmen oder bodensauren Standorten.
Im Jahre 2005 wiesen die Rotbuchen in der Naturwaldzelle ein Alter von 75 bis 85 Jahren auf. Den relativ jungen Buchbeständen standen zu dieser Zeit einzelne etwa 185 Jahre alte Eichen gegenüber.
Innerhalb zweier Kernzellen von jeweils 1 Hektar steht jeder einzelne Baum unter wissenschaftlicher Beobachtung.

## Schutzgebiete
Die Naturwaldzelle ist innerhalb des 2.517 Hektar großen Vogelschutz- und FFH-Gebietes Königsforst (DE-5008-302) sowie des gleichnamigen, 1.572,6 Hektar großen Naturschutzgebietes (GL-038) gelegen. Die beiden Natura 2000 Gebiete sind Bestandteile des europäischen Schutzgebietssystems Natura 2000.